# Johan I av Kastilien

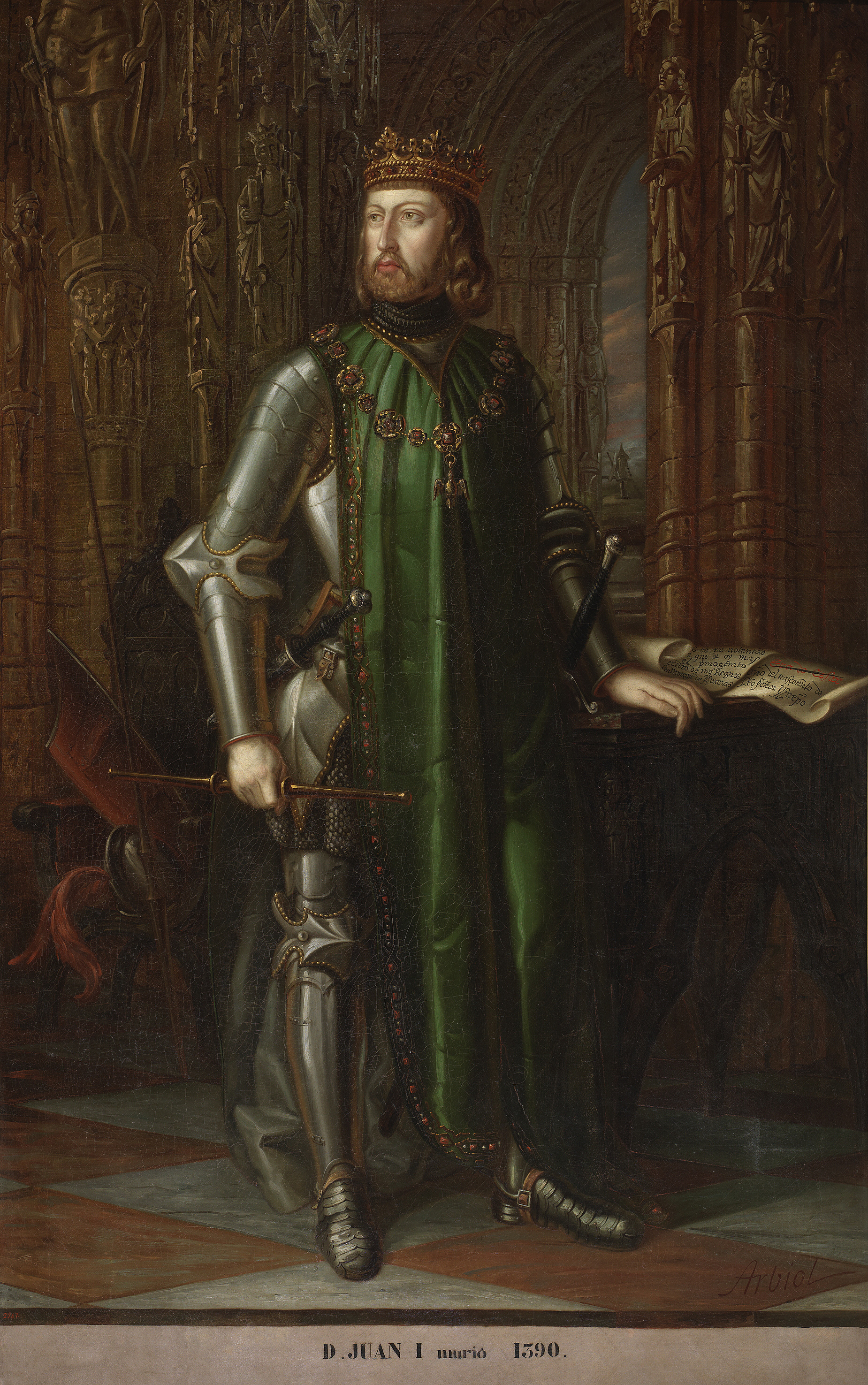
Johan I av Kastilien

Johan I av Kastilien, född 24 augusti 1358, död 9 oktober 1390, var en monark (kung) av Kastilien. Han var son till Henrik II av Kastilien och dennes hustru Juana Manuel av Kastilien, i sin tur dotter till Don Juan Manuel, Hertig av Penafiel och ledare av en yngre gren av Huset av Kastilien.

## Biografi
I sitt första äktenskap, med Eleonora av Aragonien den 18 juni 1375 fick han de flesta av sina barn, bland dem de blivande kungarna Henrik III av Kastilien och Ferdinand I av Aragonien.
Han betalade lösen för Levon VI, den siste regerande kungen av Armenien, för att få honom frigiven av mamlukerna, och gav honom 1383 av medlidande livslångt herravälde över Madrid, Ciudad Real och Andújar.
Han hade varit i konflikt med Portugal. De första tvisterna med Portugal bilades med hans bröllop, 1382, med Beatrice av Portugal, dotter till kung Ferdinand I av Portugal. Vid svärfaderns död 1383 lyckades Johan driva igenom att hustrun, Ferdinands enda barn, skulle överta regentskapet över Portugal. Krisen 1383–1385, en period med politiska oroligheter och anarki i Portugal, följde. Han motarbetades av förbittrade portugiser och besegrades fullständigt i slaget vid Aljubarrota den 14 augusti 1385.
Han måste också hantera fiendskapen med Johan av Gent, hertig av Lancaster, som gjorde anspråk på kronan via sin hustru Constanza, äldsta dotter till Peter I av Kastilien. Johan köpte sig slutligen fri från sin engelske konkurrents anspråk genom att 1387 arrangera ett äktenskap mellan sin son, Henrik, och Katarina av Lancaster, dotter till Constanza och Johan av Gent.
Johan omkom den 9 oktober 1390, i Alcalá, då hans häst ramlade under ryttarövningar tillsammans med lätta kavallerister utrustade i arabisk stil (farfanes). Hans grav finns i ett kapell i katedralen i Toledo i Spanien.